# Karin Frisch
Karin Frisch (República Federal Alemana, 17 de enero de 1941) fue una atleta alemana especializada en la prueba de 80 m vallas, en la que consiguió ser subcampeona europea en 1966.

## Carrera deportiva
En el Campeonato Europeo de Atletismo de 1966 ganó la medalla de bronce en los 100 metros lisos, corriéndolos en un tiempo de 11.8 segundos, llegando a meta tras las atletas polacas Ewa Kłobukowska (oro con 11.5 s) y Irena Kirszenstein. También ganó la medalla de plata en los 80 m vallas, con un tiempo de 10.7 segundos, llegando a meta tras su compatriota Karin Balzer y por delante de la polaca Elzbieta Bednarek.